# Tetsuwan Birdy
Tetsuwan Birdy (鉄腕バーディー), aussi connu sous les noms Birdy the Mighty et Almighty Birdy aux États-Unis, est un manga de Masami Yūki.

## Sypnosis
Birdy est un agent de la fédération universelle qui vient sur Terre pour poursuivre un grand criminel en fuite. Lors de sa rencontre avec l'ennemi, elle touche mortellement Tsutomu Senkawa. Ce simple garçon de Tokyo qui n'avait rien demandé se retrouve, pour survivre, dans le même corps que Birdy. La cohabitation n'est pas simple, surtout quand il s'agit d'expliquer la situation à sa copine ou de traquer les pires mutants de l'univers…

## Manga
Le manga original était publié entre 1985 et 1988 dans la revue Shōnen Sunday Super, mais sa parution s'est faite moins fréquente quand Masami Yūki a commencé la série Kyūkyoku Chōjin R dans la revue Shōnen Sunday avant d'être finalement abandonnée. Ces parutions ont été regroupées en un seul volume par la suite. En 2003, après un certain nombre d'autres séries, Masami Yūki publie une nouvelle version dans la revue Weekly Young Sunday, un magazine seinen. Cette nouvelle version recommence l'histoire au début et se compose de 20 volumes. Une suite de 13 volumes, Tetsuwan Birdy Evolution, est parue par la suite entre 2008 et 2012 dans la revue Big Comic Spirits.
Seulement 11 volumes de la nouvelle version ont été publiés en français par les éditions Pika.

## Adaptations

### OAV
Une série de 4 OAV a vu le jour en 1996 - 1997

### Anime

#### Tetsuwan Birdy:DECODE
- Nom original : 鉄腕バーディー:DECODE
- Durée :  13 épisodes (juillet à septembre 2008)

L'histoire est indépendante des OAV.
- Directeur : Kazuki Akane
- Chara design : Ryousuke Sawa
- Mecha design : Yoshinori Sayama

##### Doubleurs
Humains
- Tsutomu Senkawa : Miyu Irino
- Hazumi Senkawa : Mikako Takahashi
- Sayaka Nakasugi : Maaya Sakamoto
- Shamalan : Kenichi Suzumura
- Keisuke Muroto : Keiji Fujiwara
- Natsumi Hayamiya : Kanae Itou
- Kitamura Kanae : Minako Kotobuki
- Kaori Sanada : Sayaka Ohara
- Sudou Ryouta : Shintaro Asanuma

Extra-terrestres
- Birdy Cephon Altera : Saeko Chiba
- Tute : Shinji Kawada
- Capella : Kaori Nazuka
- Gomez : Unshō Ishizuka
- Weegie : Michiko Neya
- Skeletsu : Norio Wakamoto
- Chigira : Ryoko Shiraishi

##### Musiques
Les musiques ont été composées par Yuugo Kanno.
- Générique de début : Sora, par Hearts Grow
- Générique de fin : Let's go together, par Afromania

#### Tetsuwan Birdy:DECODE02
- Nom original : 鉄腕バーディー:DECODE
- Durée : 12 épisodes (janvier à mars 2009)

Cette série est la 2de saison de Tetsuwan Birdy:DECODE. L'équipe de réalisation est la même.

##### Musiques
Les musiques sont toujours de Yuugo Kanno
- Générique de début : kiseki par NIRGILIS
- Générique de fin : Tane par no3b